# Бульково (гміна)
Гміна Бульково (пол. Gmina Bulkowo) — сільська гміна у центральній Польщі. Належить до Плоцького повіту Мазовецького воєводства.
Станом на 31 грудня 2011 у гміні проживало 5844 особи.

## Площа
Згідно з даними за 2007 рік площа гміни становила 117.11 км², у тому числі:
- орні землі: 90.00%
- ліси: 4.00%

Таким чином, площа гміни становить 6.51% площі повіту.

## Населення
Станом на 31 грудня 2011:
| Опис     | Загалом | Загалом | Чоловіки | Чоловіки | Жінки | Жінки |
| -------- | ------- | ------- | -------- | -------- | ----- | ----- |
| одиниця  | осіб    | %       | осіб     | %        | осіб  | %     |
| все      | 5844    | 100     | 2880     | 49.28    | 2964  | 50.72 |
| міське   | 0       | 100     | 0        |          | 0     |       |
| сільське | 5844    | 100     | 2880     | 49.28    | 2964  | 50.72 |

## Сусідні гміни
Гміна Бульково межує з такими гмінами: Бодзанув, Дзежонжня, Мала Весь, Нарушево, Радзаново, Старожреби.